# 조어 목록
이 문서에서는 재구된 조어를 지역별로 나타낸다. 

## 아프리카
- 아프로아시아조어
  - 셈조어
  - 베르베르조어

## 서아시아·유럽
- 아나톨리아조어
- 북서캅카스조어
  - 압하스아바자조어
  - 아디게카바르디조어
- 남캅카스조어
- 셈조어

- 바스크조어
- 드라비다조어
- 인도유럽조어
  - 그리스조어
  - 아르메니아조어
  - 인도이란조어
    - 이란조어

  - 발트슬라브조어
    - 발트조어
    - 슬라브조어

  - 켈트조어
  - 게르만조어
    - 노르드조어

  - 루마니아조어

## 북아시아·중앙아시아
- 튀르크조어
- 몽골조어
- 우랄조어
  - 사모예드조어
- 축치캄차카조어

## 동아시아·오세아니아
- 일류조어

- 오스트로네시아조어
  - 말레이폴리네시아조어
    - 오세아니아조어
      - 폴리네시아조어

- 타이카다이조어
  - 북타이카다이조어
    - 크라다이조어
    - 감수이조어

  - 남타이카다이조어
    - 타이조어
    - 라이조어

- 중국티베트조어
  - 티베트버마조어
    - 로로조어
- 몽몐조어
- 오스트로아시아조어

## 아메리카
- 에스키모알류트조어
  - 에스키모조어
- 알곤퀸조어
- 이로쿼이조어
- 유토아즈텍조어
  - 아즈텍조어
- 마야조어
- 오토망게조어

## 대어족
- 세계조어
- 데네캅카스조어

## 같이 보기
- 비교언어학